# Otto Schwarz (Handballspieler)

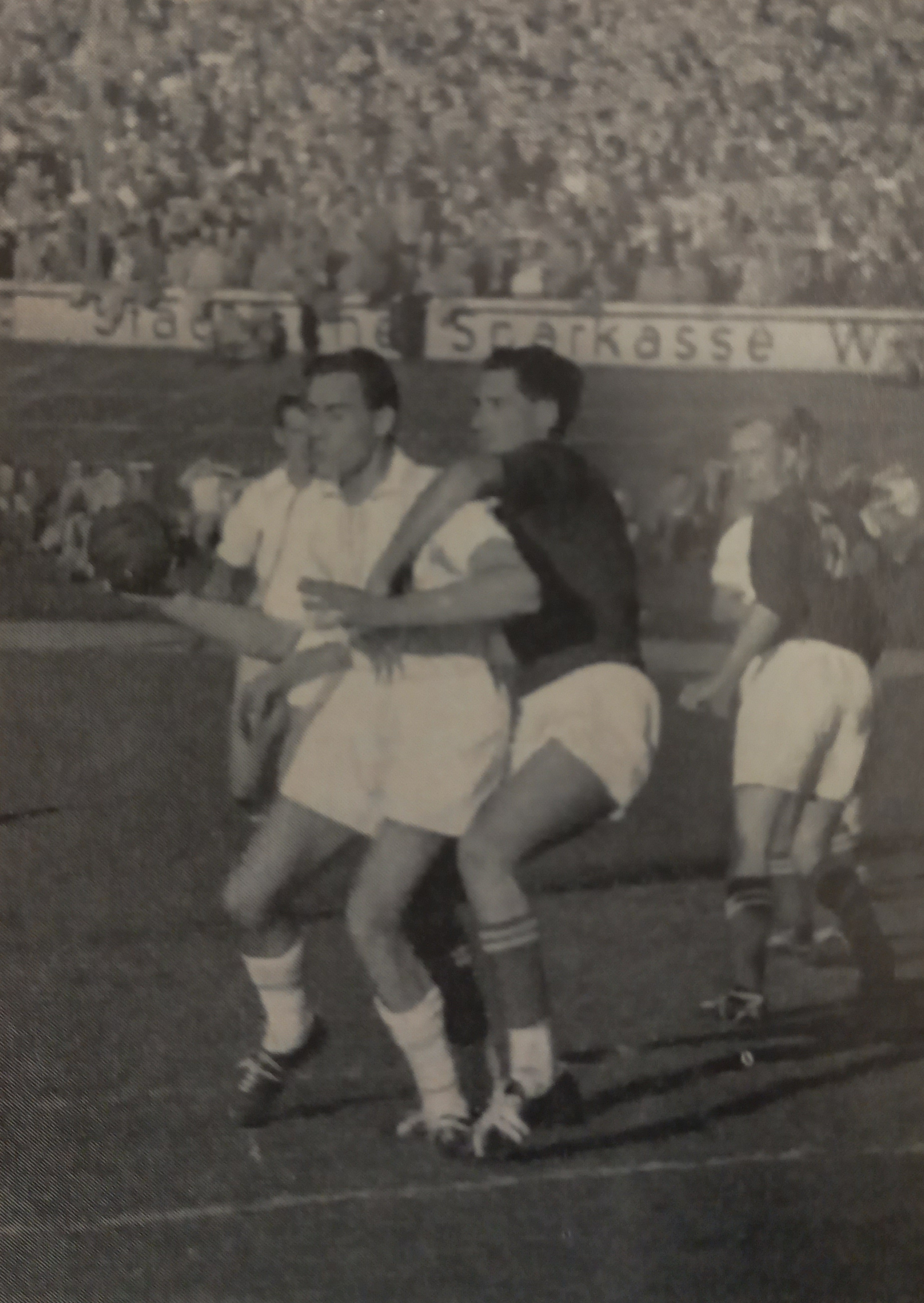
Otto Maychrzak (Weiss) gegen Otto Schwarz (Rot)
in Wuppertal am 11. Oktober 1953

Otto Schwarz (* 29. Mai 1928; † 24. Februar 2017 in Opfikon) war ein Schweizer Feld- und Hallenhandballspieler.

## Club
Am 19. Dezember 1943 trat er als Junior der Handballsektion des Grasshopper Club Zürichs (GC) bei. 1944 spielte er für die Zweitmannschaft von GC in der 2. Spielklasse. Die erste Namensnennung in der ersten Mannschaft, war im ersten Saisonspiel 1946. Er spielte für den Grasshopper Club Zürich bis etwa 1964/65. 1972 gründete er den Club «Veteranos» der ehemaligen GC-Spieler.
Erfolge als Spieler:
- Schweizer Handball-Meisterschaft (Grossfeld):
  - Meister: 1946, 19467, 1948, 1951, 1952, 1953, 1958, 1959, 1963, 1965
  - Vizemeister: 1950, 1954, 1957, 1961, 1962
- Schweizer Cup (Grossfeld):
  - Cupsieger: 1947, 1953, 1954, 1955, 1964
  - Zweite: 1949, 1950, 1951, 1952
- Schweizer Handball-Meisterschaft (Halle):
  - Sieger: 1949/50, 1950/51, 1951/52, 1953/54, 1954/55, 1955/56, 1956/57, 1961/62, 1962/63, 1963/64, 1964/65
  - Vizemeister: , 1959/60
- Zürcher Hallenhandball-Meisterschaften:
  - Meister: 1946, 1947, 1948, 1949, 1949/50, 1950/51, 1951/52 (Ab 1953/54 gab es eine Schweizer NLA und die Zürcher Meisterschaft war die 1. Liga)

## Nationalmannschaft
Er nahm mit der Schweizer Nationalmannschaft an den Feldhandball-Weltmeisterschaften der Jahre 1948, 1952 und 1955 teil. Mit der Hallen-Nati nahm er an der Weltmeisterschaft 1954 teil.

## Funktionär
Er war Mitglied des Schweizerischen Handballausschusses (HBA). 1974 war er Mitinitiator des Schweizerischen Handball-Verbands (SHV) mit Karl Schmid. Im selben Jahr gründete er den Club der ehemaligen Handball-Internationalen (CeHI), bei dem er Präsident war. Zwischen 1980 und 1993 war er ein Ratsmitglied der Internationalen Handballföderation (IHF), bei der er in der Saison 1992/93 das Amt des Präsidenten der Veranstaltungs- und Organisationskommission innehatte.

## Privates
1952 arbeitete er als Zollbeamter. Später hatte er eine eigene Firma, welche Sportartikel importierte. Seine Schwägerin war mit seinem Mitspieler Hansjakob Bertschinger verheiratet.

## Auszeichnungen
- Ehrenmitglied SHV: 1978[10]
- Ehrenmitglied IHF[7]
- Ehrenpräsident CeHI[7]